# Креспо, Элвис
Э́лвис Кре́спо (исп. Elvis Crespo, род. 30 июля 1971, Нью-Йорк) — пуэрто-риканский певец.

## Биография
Родился в июле 1971 года в Нью-Йорке, воспитывался мамой в Пуэрто-Рико.
Занимался музыкой с 6 лет.
Начал музыкальную карьеру в 1988 году в оркестре Уилли Берриоса. Потом в течение шести лет пел с оркестром Тоньо Росарио. Уйдя от Росарио в 1994 году, поступил в Metropolitan University of Puerto Rico на специализацию деловое администрирование. В итоге проучился там недолго, поскольку ему поступило предложение войти в состав популярной поп-группы Grupo Mania и отказаться было сложно.
Из работ Элвиса с этой группой можно отметить песню «Linda es», которую он сам написал.
После трёх лет в Grupo Mania ушёл, чтобы начать сольную карьеру. Дебютный сольный альбом (озаглавленный Suavemente) вышел в 1998 году и сразу сделал Элвиса звездой. Два сингла с него, «Tu sonrisa» и «Suavemente» побили всевозможные рекорды, а альбом поднялся на 1-е место чарта Billboard Top Latin Albums и в итоге проведёт в нём 104 недели. В апреле следующего, 1999 года Креспо вернулся с церемонии Latin Billboard Music Awards с несколькими статуэтками.
Следующий альбом Элвиса, Pintame, и одноимённый лид-сингл с него в мае 1999 года дебютировали, соответственно, на 7-м и 2-м местах латинских чартов «Билборда». Песню в шаге от вершины остановит Рики Мартин со своей «Livin’ la Vida Loca», а альбому это удастся — сместив того же Мартина с Vuelve, он уже на вторую неделю поднимется на 1-е место. Именно за песню «Pintame» Элвис Креспо получит свой первый и пока единственный «Грэмми».